# Calinaga genestieri
Calinaga genestieri är en fjärilsart som beskrevs av Charles Oberthür 1922. Calinaga genestieri ingår i släktet Calinaga och familjen praktfjärilar. Inga underarter finns listade i Catalogue of Life.